# La Roche-sur-Yon
La Roche-sur-Yon là tỉnh lỵ của tỉnh Vendée, thuộc vùng hành chính Pays de la Loire của nước Pháp, có dân số là 50.800 người (thời điểm 2004).

## Khí hậu
| Dữ liệu khí hậu của La Roche-sur-Yon (1981–2010) | Dữ liệu khí hậu của La Roche-sur-Yon (1981–2010) | Dữ liệu khí hậu của La Roche-sur-Yon (1981–2010) | Dữ liệu khí hậu của La Roche-sur-Yon (1981–2010) | Dữ liệu khí hậu của La Roche-sur-Yon (1981–2010) | Dữ liệu khí hậu của La Roche-sur-Yon (1981–2010) | Dữ liệu khí hậu của La Roche-sur-Yon (1981–2010) | Dữ liệu khí hậu của La Roche-sur-Yon (1981–2010) | Dữ liệu khí hậu của La Roche-sur-Yon (1981–2010) | Dữ liệu khí hậu của La Roche-sur-Yon (1981–2010) | Dữ liệu khí hậu của La Roche-sur-Yon (1981–2010) | Dữ liệu khí hậu của La Roche-sur-Yon (1981–2010) | Dữ liệu khí hậu của La Roche-sur-Yon (1981–2010) | Dữ liệu khí hậu của La Roche-sur-Yon (1981–2010) |
| Tháng                                            | 1                                                | 2                                                | 3                                                | 4                                                | 5                                                | 6                                                | 7                                                | 8                                                | 9                                                | 10                                               | 11                                               | 12                                               | Năm                                              |
| ------------------------------------------------ | ------------------------------------------------ | ------------------------------------------------ | ------------------------------------------------ | ------------------------------------------------ | ------------------------------------------------ | ------------------------------------------------ | ------------------------------------------------ | ------------------------------------------------ | ------------------------------------------------ | ------------------------------------------------ | ------------------------------------------------ | ------------------------------------------------ | ------------------------------------------------ |
| Cao kỉ lục °C (°F)                               | 15.9 (60.6)                                      | 20.2 (68.4)                                      | 24.1 (75.4)                                      | 28.1 (82.6)                                      | 30.7 (87.3)                                      | 36.9 (98.4)                                      | 36.6 (97.9)                                      | 38.7 (101.7)                                     | 33.7 (92.7)                                      | 29.9 (85.8)                                      | 21.1 (70.0)                                      | 18.7 (65.7)                                      | 38.7 (101.7)                                     |
| Trung bình ngày tối đa °C (°F)                   | 8.5 (47.3)                                       | 9.5 (49.1)                                       | 12.5 (54.5)                                      | 14.9 (58.8)                                      | 18.8 (65.8)                                      | 22.4 (72.3)                                      | 24.5 (76.1)                                      | 24.6 (76.3)                                      | 21.8 (71.2)                                      | 17.3 (63.1)                                      | 12.0 (53.6)                                      | 8.9 (48.0)                                       | 16.3 (61.3)                                      |
| Tối thiểu trung bình ngày °C (°F)                | 2.6 (36.7)                                       | 2.2 (36.0)                                       | 4.0 (39.2)                                       | 5.5 (41.9)                                       | 9.1 (48.4)                                       | 11.8 (53.2)                                      | 13.7 (56.7)                                      | 13.4 (56.1)                                      | 11.1 (52.0)                                      | 9.0 (48.2)                                       | 5.2 (41.4)                                       | 2.9 (37.2)                                       | 7.5 (45.5)                                       |
| Thấp kỉ lục °C (°F)                              | −14.9 (5.2)                                      | −15.4 (4.3)                                      | −10.3 (13.5)                                     | −4.1 (24.6)                                      | −0.3 (31.5)                                      | 2.8 (37.0)                                       | 7.2 (45.0)                                       | 5.1 (41.2)                                       | 2.5 (36.5)                                       | −4.5 (23.9)                                      | −7.1 (19.2)                                      | −9.5 (14.9)                                      | −15.4 (4.3)                                      |
| Lượng Giáng thủy trung bình mm (inches)          | 103.5 (4.07)                                     | 66.0 (2.60)                                      | 70.5 (2.78)                                      | 67.9 (2.67)                                      | 64.5 (2.54)                                      | 44.5 (1.75)                                      | 51.3 (2.02)                                      | 46.1 (1.81)                                      | 73.0 (2.87)                                      | 107.6 (4.24)                                     | 103.5 (4.07)                                     | 102.5 (4.04)                                     | 900.9 (35.47)                                    |
| Số ngày giáng thủy trung bình                    | 12.5                                             | 10.1                                             | 10.8                                             | 11.1                                             | 9.1                                              | 7.6                                              | 7.1                                              | 7.2                                              | 7.8                                              | 12.4                                             | 13.4                                             | 12.5                                             | 121.6                                            |
| Số giờ nắng trung bình tháng                     | 72.4                                             | 102.8                                            | 145.4                                            | 171.1                                            | 198.8                                            | 230.6                                            | 232.3                                            | 229.7                                            | 194.2                                            | 124.1                                            | 81.2                                             | 69.4                                             | 1.852                                            |
| Nguồn: Meteo France                              |                                                  |                                                  |                                                  |                                                  |                                                  |                                                  |                                                  |                                                  |                                                  |                                                  |                                                  |                                                  |                                                  |

## Các thành phố kết nghĩa
- Gummersbach (Nordrhein-Westfalen, Đức) từ 1968
- Burg (bei Magdeburg) (Sachsen-Anhalt, Đức) từ 2005

## Những người con của thành phố
- Paul Baudry, họa sĩ